# 凉风垭站
凉风垭站是位于贵州省遵义市桐梓县楚米镇的一个铁路车站，建于1965年，有川黔铁路经过该站，现仅办理货运业务，车站及其上下行区间均已电气化。车站距离重庆站234公里，隶属成都铁路局，是四等站。

## 概要
凉风垭站站内坡度2‰，原设有3条股道，川黔铁路电气化后增加至5条。站内设有通往贵州林东矿业集团及贵州国储物流有限公司桐梓分公司的专用线。
贵阳机务段在本站设有补机驻扎点。由于本站至蒙渡区间坡度较大，驶经该区间的货车需加挂补机。

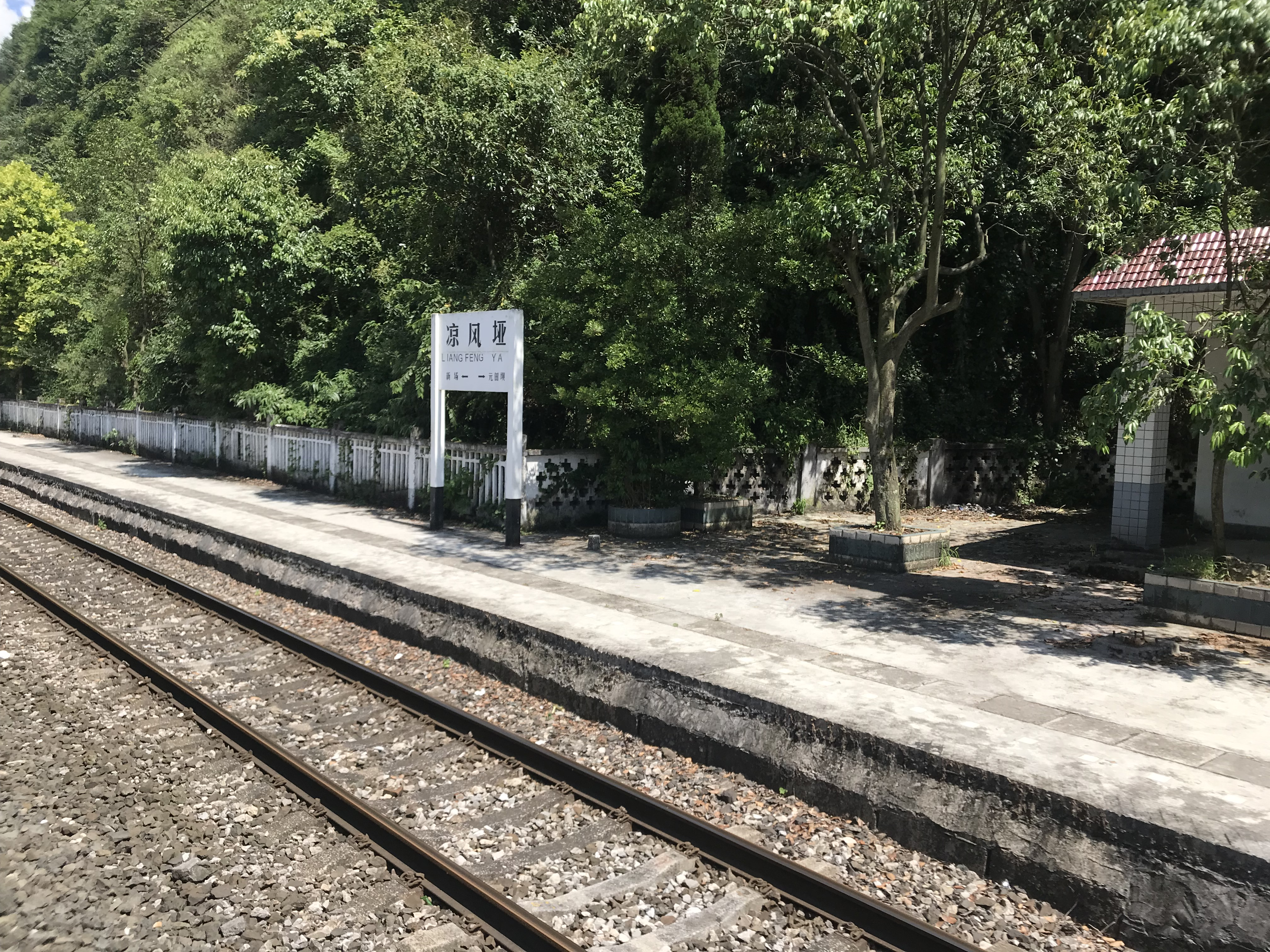
站牌
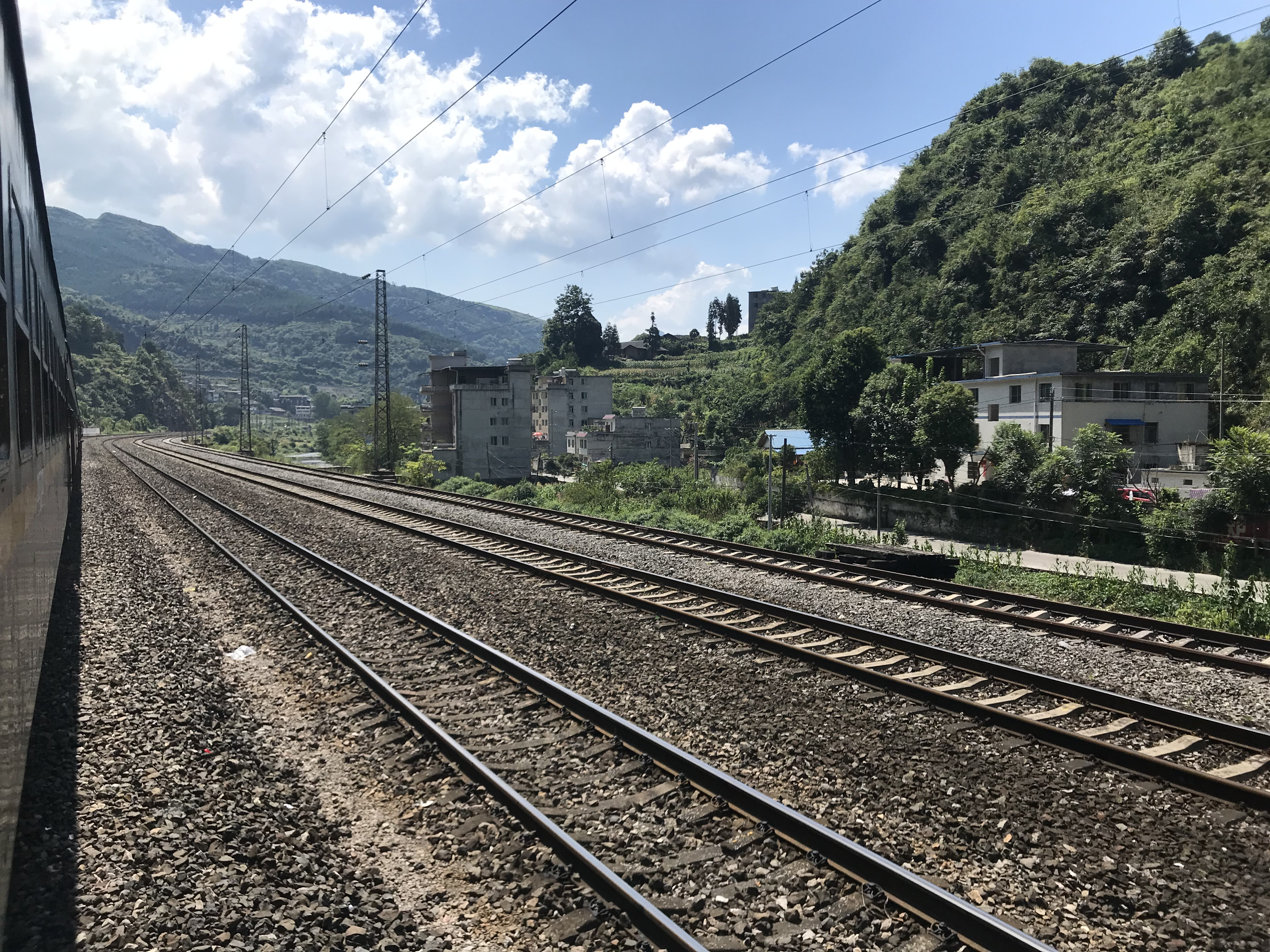
站内股道
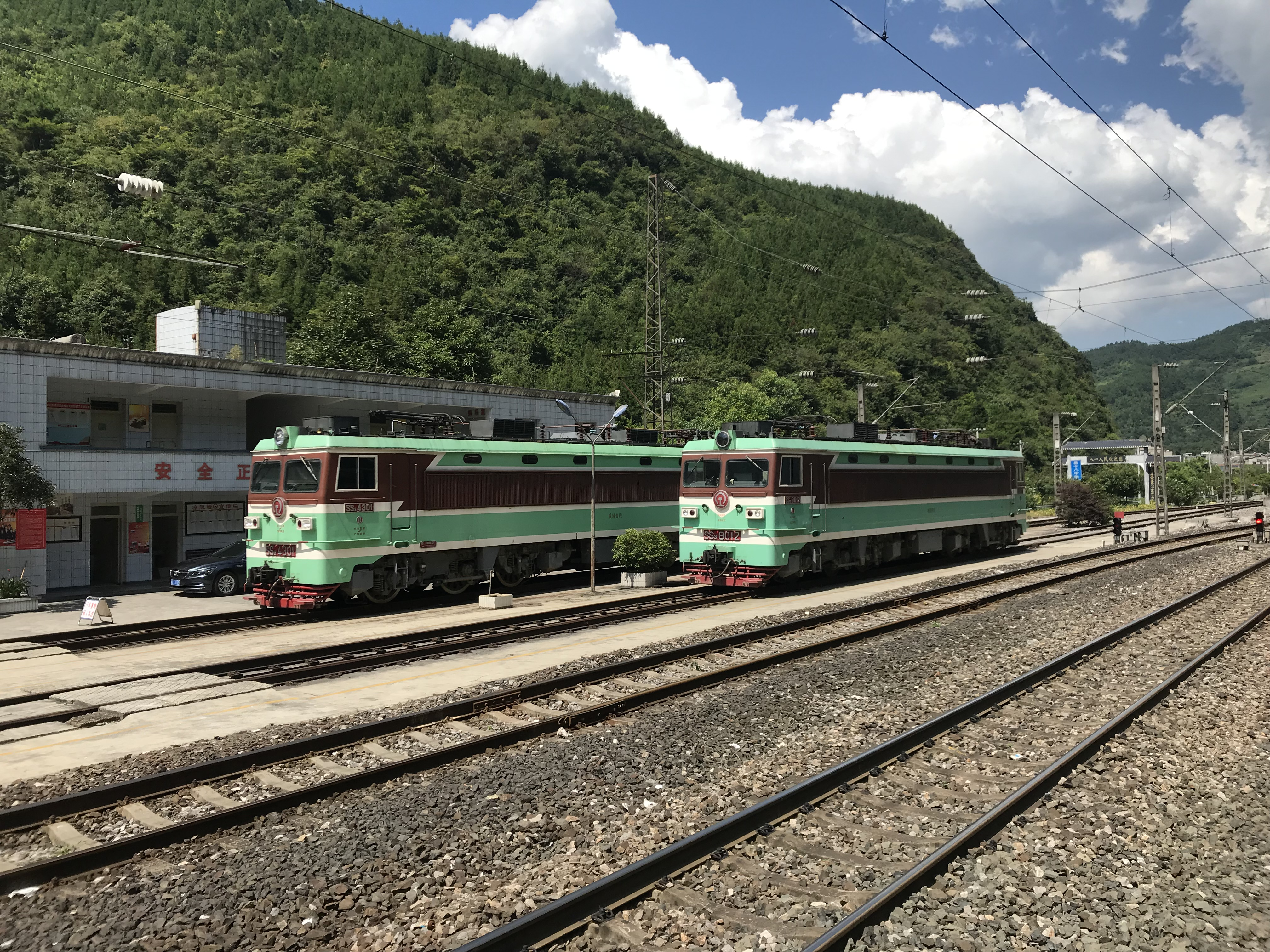
站内SS3补机
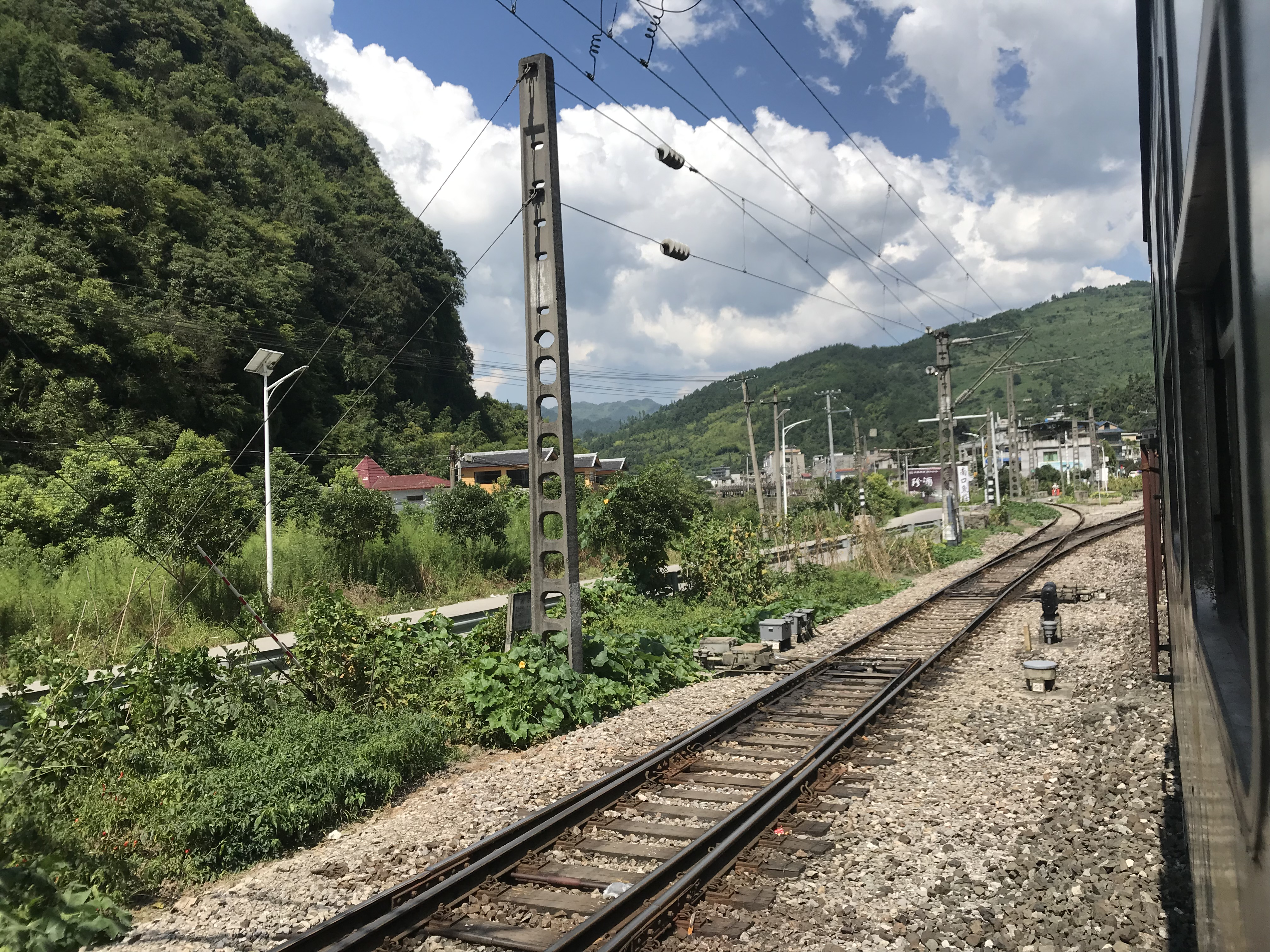
专用线